# Jakub Błaszczykowski
Jakub "Kuba" Błaszczykowski  (pron. /ˈjakup bwaʂtʂɨˈkɔfski/ ), né le 14 décembre 1985 à Częstochowa en Pologne, est un footballeur international polonais. Il est le neveu de Jerzy Brzęczek, footballeur du Górnik Zabrze et vice-champion olympique aux Jeux de Barcelone. Il a été le capitaine de l'équipe nationale de Pologne, comme l'était son oncle. Il est surnommé Kuba.
En 2019, il résilie son contrat avec le VfL Wolfsburg afin de rejoindre le club polonais du Wisła Cracovie — qu'il considère comme son « club de cœur ». Ce dernier étant en grande difficulté financière, Jakub Błaszczykowski lui verse environ 300 000 euros afin de l'aider.

## Carrière

### Carrière en club

#### Wisła Cracovie (2005-2007)
Après deux saisons et demie au Wisła Cracovie avec lequel il dispute 51 matches (dont un en Ligue des champions le 9 août 2005 contre le Panathinaïkos, avec une victoire 3-1 à la clé) pour 3 buts, le milieu latéral droit signe en février 2007 un contrat de quatre ans au Borussia Dortmund pour 3,05 millions d'euros.

#### Borussia Dortmund (2007-2016)
Le 19 avril 2008, il dispute la finale de la Coupe d'Allemagne face au Bayern Munich. Lors des prolongations, il récolte un second carton jaune, alors que son équipe est menée 2-1. Quelques jours plus tard, il inscrit son premier but (celui égalisateur) sous les couleurs de Dortmund, contre l'Eintracht Francfort. En juillet, lancé en profondeur par Mladen Petric, il inscrit le premier but du Borussia lors de la victoire 2-1 sur le Bayern en Supercoupe d'Allemagne. Malgré plusieurs blessures, l'international polonais dispute 24 matches (1 but) pour sa première saison en Bundesliga.
Auteur d'une belle entame de saison pour sa deuxième année au club, Błaszczykowski était sur les tablettes du club anglais de Liverpool. Une offre de 5 M£ aurait été formulée, et rejetée par le Borussia. 
En février 2009, il se blesse assez lourdement, et rejoint l'infirmerie pour une déchirure musculaire. Absent des terrains un long mois, il reprend la compétition le 21 mars 2009 face au Werder Brême, remplaçant dans le dernier quart d'heure l'unique buteur de la rencontre, Alexander Frei. En octobre 2009, il prolonge son contrat en faveur du Borussia.
La saison 2011-2012 s'annonçait mal pour l'ailier polonais, soumis à une forte concurrence au milieu terrain avec Ivan Perisic et Kevin Großkreutz, au point de songer à un départ durant le mercato hivernal. Mais un second tour prolifique (6 buts et 7 passes décisives) le relança définitivement et Blaszczykowski devint l'un des artisans du "sprint final" du Borussia Dortmund pour le titre de champion d'Allemagne. Prolongé en juillet 2012 après un doublé championnat-coupe d'Allemagne, l'international polonais est depuis un titulaire indiscutable et le tireur de pénalty attitré de l'équipe. 
Il aidera Dortmund à se hisser en finale de la Ligue des champions 2012-2013, notamment en marquant un but en huitième de finale face au Chakhtar Donetsk (victoire 3:0). Titulaire en finale, il ne peut éviter la défaite de son équipe face au Bayern Munich. 
Le 25 janvier 2014, il est victime d'une rupture des ligaments croisés lors du nul concédé avec le Borussia Dortmund contre Augsbourg en marge de la 18e journée de Bundesliga. Il ratera donc la fin de saison 2013-2014.

#### Fiorentina (2015-2016)
Le 31 août 2015, il est prêté avec option d'achat à l'équipe italienne de la Fiorentina.

#### VfL Wolfsburg (2016-2019)
Il débute avec le VfL Wolfsburg le 27 août 2016 par une victoire à l'extérieur, il marque son premier but en Bundesliga le 15 octobre 2017 contre Bayer Leverkusen. Lors de ces deux saisons son club doit aller dans les barrages de maintien, et parviendra à se maintenir. Lors des matchs allers de la saison 2018-2019, Błaszczykowski a très peu de temps de jeu, lors de la trêve hivernale il trouve un arrangement avec son club pour mettre fin à son contrat.

#### Wisła Cracovie (2019-2023)
Le 7 février 2019, après avoir aidé financièrement le club polonais en grande difficulté, Jakub Błaszczykowski signe dans son club de formation pour une période de six mois. Il joue au Wisła Cracovie jusqu'en juillet 2023, date à laquelle il annonce mettre un terme à sa carrière.

### International

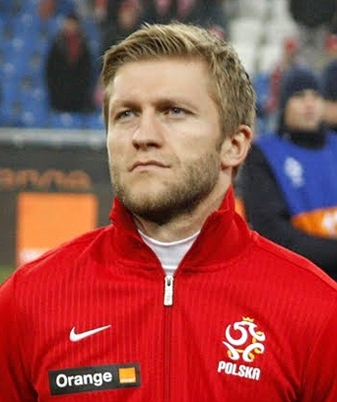
Błaszczykowski avec la Pologne en 2011.

Jakub Błaszczykowski débute sous le maillot polonais le 28 mars 2006, lors d'un match contre l'Arabie saoudite. Bien qu'il n'ait pas été sélectionné pour participer à la Coupe du monde 2006, Błaszczykowski joue un rôle important dans la campagne de qualifications pour l'Euro 2008. C'est d'ailleurs lors de cette même période qu'il inscrit son premier but (le 22 août 2007) face à la Russie, lors d'une rencontre amicale.
Juste avant l'Euro 2008, il comptait 13 sélections avec la Pologne (pour un but). Lors de son dernier match de préparation (contre le FC Schaffhouse), Błaszczykowski se blesse à la cuisse, et renonce aux trois autres rencontres amicales, pour pouvoir débuter l'Euro dans de bonnes conditions. Finalement, il renonce à la compétition, après une énième blessure contractée à l'entraînement du jeudi 5 juin.
Il participe par la suite aux éliminatoires de la Coupe du Monde 2010, mais son équipe ne parvient pas à se qualifier pour le tournoi.
En mai 2012, il est sélectionné par Franciszek Smuda pour l'Euro 2012 se déroulant en Pologne et en Ukraine.  Blaszczykowski y dispute les trois matchs de la Pologne en marquant un but face à la Russie (score : 1-1). Il ne peut cependant pas éviter l'élimination de son équipe à l'issue des phases de groupe.
Il était le capitaine de la sélection polonaise jusqu'à ce que Robert Lewandowski ne prenne ce rôle durant son absence pour cause de blessure.
Il fait son retour en équipe nationale face à l'Allemagne lors des éliminatoires de l'Euro 2016, en rentrant en jeu à la 63e minute. La Pologne perdra la rencontre trois buts à un.
Pendant l'Euro 2016, le 20 juin 2016, lors de la phase de groupe, il marque, à la 54e minute, l'unique but du match contre l'Ukraine. Il récidive en huitième de finale en ouvrant le score contre la Suisse à la 39e minute au Stade Geoffroy-Guichard.
Lors du premier match de la Coupe du monde 2018, le 19 juin 2018, il honore sa 100e sélection contre le Sénégal.
En mai 2021, il n'est pas sélectionné par Paulo Sousa, pour disputer l'Euro 2020 avec la Pologne.

## Statistiques
| Saison                | Club                  | Championnat           | Championnat | Championnat | Coupe(s) nationale(s) | Coupe(s) nationale(s) | Supercoupe | Supercoupe | Compétition(s) continentale(s) | Compétition(s) continentale(s) | Compétition(s) continentale(s) | Pologne | Pologne | Total | Total |
| Saison                | Club                  | Division              | M.          | B.          | M.                    | B.                    | M.         | B.         | Comp.                          | M.                             | B.                             | M.      | B.      | M.    | B.    |
| 2004-2005             | Wisła Cracovie        | I liga                | 11          | 1           | 4                     | 1                     | -          | -          | -                              | -                              | -                              | -       | -       | 15    | 2     |
| 2005-2006             | Wisła Cracovie        | I liga                | 17          | 0           | 2                     | 0                     | -          | -          | C1                             | 1                              | 0                              | 1       | 0       | 21    | 0     |
| 2006-2007             | Wisła Cracovie        | I liga                | 23          | 2           | 1                     | 1                     | -          | -          | C3                             | 8                              | 0                              | 8       | 0       | 40    | 3     |
| Sous-total            | Sous-total            | Sous-total            | 51          | 3           | 7                     | 2                     | -          | -          | -                              | 9                              | 0                              | 9       | 0       | 76    | 5     |
| 2007-2008             | Borussia Dortmund     | Bundesliga            | 24          | 1           | 3                     | 0                     | -          | -          | -                              | -                              | -                              | 4       | 1       | 31    | 2     |
| 2008-2009             | Borussia Dortmund     | Bundesliga            | 27          | 3           | -                     | -                     | -          | -          | C3                             | 2                              | 0                              | 8       | 1       | 37    | 4     |
| 2009-2010             | Borussia Dortmund     | Bundesliga            | 32          | 1           | 2                     | 0                     | -          | -          | -                              | -                              | -                              | 10      | 1       | 44    | 2     |
| 2010-2011             | Borussia Dortmund     | Bundesliga            | 29          | 3           | 1                     | 0                     | -          | -          | C3                             | 7                              | 0                              | 10      | 1       | 47    | 4     |
| 2011-2012             | Borussia Dortmund     | Bundesliga            | 29          | 6           | 6                     | 0                     | -          | -          | C1                             | 5                              | 1                              | 12      | 5       | 52    | 12    |
| 2012-2013             | Borussia Dortmund     | Bundesliga            | 27          | 11          | 3                     | 2                     | 1          | 0          | C1                             | 10                             | 1                              | 7       | 3       | 48    | 17    |
| 2013-2014             | Borussia Dortmund     | Bundesliga            | 16          | 2           | 2                     | 0                     | 1          | 0          | C1                             | 6                              | 1                              | 7       | 1       | 32    | 4     |
| 2014-2015             | Borussia Dortmund     | Bundesliga            | 13          | 0           | 4                     | 0                     | -          | -          | C1                             | 3                              | 0                              | 2       | 0       | 22    | 0     |
| Sous-total            | Sous-total            | Sous-total            | 197         | 27          | 21                    | 2                     | 2          | 0          | -                              | 33                             | 3                              | 60      | 13      | 313   | 45    |
| 2015-2016             | AC Fiorentina (prêt)  | Serie A               | 15          | 2           | -                     | -                     | -          | -          | C3                             | 5                              | 0                              | 14      | 4       | 34    | 6     |
| Sous-total            | Sous-total            | Sous-total            | 15          | 2           | -                     | -                     | -          | -          | -                              | 5                              | 0                              | 14      | 4       | 34    | 6     |
| 2016-2017             | VfL Wolfsburg         | Bundesliga            | 28          | 0           | 2                     | 0                     | -          | -          | -                              | -                              | -                              | 7       | 0       | 37    | 0     |
| 2017-2018             | VfL Wolfsburg         | Bundesliga            | 9           | 1           | 2                     | 0                     | -          | -          | -                              | -                              | -                              | 9       | 2       | 20    | 3     |
| 2018-2019             | VfL Wolfsburg         | Bundesliga            | 1           | 0           | 1                     | 0                     | -          | -          | -                              | -                              | -                              | 5       | 1       | 7     | 1     |
| Sous-total            | Sous-total            | Sous-total            | 40          | 1           | 5                     | 0                     | -          | -          | -                              | -                              | -                              | 21      | 3       | 66    | 4     |
| 2018-2019             | Wisła Cracovie        | Ekstraklasa           | 8           | 5           | -                     | -                     | -          | -          | -                              | -                              | -                              | 1       | 0       | 9     | 5     |
| 2019-2020             | Wisła Cracovie        | Ekstraklasa           | 22          | 7           | -                     | -                     | -          | -          | -                              | -                              | -                              | 3       | 0       | 25    | 7     |
| 2020-2021             | Wisła Cracovie        | Ekstraklasa           | 16          | 4           | -                     | -                     | -          | -          | -                              | -                              | -                              | -       | -       | 16    | 4     |
| 2021-2022             | Wisła Cracovie        | Ekstraklasa           | 2           | 0           | -                     | -                     | -          | -          | -                              | -                              | -                              | -       | -       | 2     | 0     |
| Sous-total            | Sous-total            | Sous-total            | 48          | 16          | -                     | -                     | -          | -          | -                              | -                              | -                              | 3       | 0       | 51    | 16    |
| Total sur la carrière | Total sur la carrière | Total sur la carrière | 351         | 49          | 33                    | 4                     | 2          | 0          | -                              | 47                             | 3                              | 108     | 21      | 541   | 77    |

### Palmarès

#### Collectif
Wisła Cracovie
- Champion de Pologne : 2005

 Borussia Dortmund
- Champion d'Allemagne : 2011 et 2012
- Vainqueur de la Coupe d'Allemagne : 2012
- Vainqueur de la Supercoupe d'Allemagne : 2013
- Finaliste de la Ligue des champions : 2013

#### Individuel
- Footballeur polonais de l'année : 2008, 2010